# پان د گوآخایبون
پان د گوآخایبون (به اسپانیایی: Pan de Guajaibón) یک کوه در کوبا است که در Guaniguanico range, western Cuba واقع شده‌است.